# جایزه مربی سال ان‌بی‌ای

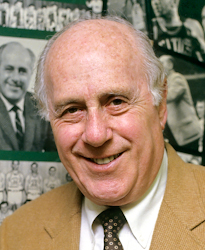
رد آورباخ، بهترین مربی سال ان‌بی‌ای ۱۹۶۴

جایزه مربی سال ان‌بی‌ای (انگلیسی: NBA Coach of the Year Award) جایزه سالانه مربی سال لیگ بسکتبال حرفه‌ای آمریکا است که توسط سازمان لیگ بسکتبال حرفه‌ای آمریکا با نظرخواهی از ورزشی‌نویسان و تهیه کنندگان برنامه‌های ورزشی آمریکا انتخاب می‌شود. گرگ پاپاویچ، دان نلسون و پت رایلی اند هر سه با سه جایزه بهترین مربی سال رکورد دار هستند.